# Постнов, Олег Георгиевич
Олег Георгиевич Постнов (род. 24 декабря 1962 г., Новосибирск, РСФСР, СССР) — российский писатель.
О его прозе критики писали: «Как будто Владимир Набоков переписал „Вечера на хуторе близ Диканьки“ Гоголя с добавлением» мрачности Эдгара Аллана По".

## Ранние годы и образование
Родился и вырос в Академгородке г. Новосибирска, в семье профессора филологии Г. С. Постнова. Бо̀льшую часть детства провел на Украине (с. Тетерев, Киевской области), где, под наблюдением деда И. С. Овчара (1902—1998), освоил церковнославянский, украинский и отчасти польский языки. Окончил новосибирскую специализированную школу N130 с преподаванием ряда предметов на английском языке. Затем в 1986 — Гуманитарный факультет Новосибирского государственного университета. В 1990 году защитил кандидатскую диссертацию.

## Семья
Живёт в Академгородке, Новосибирск, Россия с сыном Никитой Постновым.

## Писательская карьера
В 1984 году Постнов в соавторстве с Е. А. Горным перевел на русский язык пьесу Альбера Камю «Калигула».
В 1990 г. дебютировал в печати — опубликовав рассказ «Песочное время» в журнале «Октябрь», N 12. После публикаций рассказа «Полтергейст» («Другие берега», М., 1997, N 9-10) и цикла новелл «Ночные повести Валерьяна Сомова» («Нева», 1997, N 10) выпустил авторский сборник «Песочное время», вобравший в себя почти всю написанную к этому времени малую прозу и драматургию (Новосибирск, Издательство СО РАН, 1997). Журнал «Матадор» включил сборник «Песочное время» в «десятку лучших книг 1998 года».
«Страх» (Санкт-Петербург, Амфора, 2001) — «роман эротического мистицизма с детективным сюжетом». В России роман «Страх» занял первое место в конкурсе «Улов 1999 года» и был номинирован на Букеровскую премию России 2002 года; на Национальный бестселлер, на премию имени Аполлона Григорьева. Переведен на немецкий язык. В Германии Die Berliner Literaturkritik сравнил книгу с набоковской «Лолитой» и назвал автора «волшебником».
«Антиквар» (Ленинград, «Лениздат» 2013)
«Поцелуй Арлекина» (Москва, ЭКСМО 2006). Главы романа «Поцелуй арлекин» публиковались в 2001 году в книге Дмитрия Кузьмина «Новая литературная карта России».
«Миргород» (Москва, Азбука, 2013)
«Девочка на коньках» (Москва, Азбука, 2014)

## Академическая карьера и награды

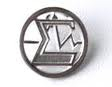
Серебряная сигма

Как литературовед исследует классическую русскую литературу первой трети XIX века. Кандидатская диссертация, которую Постнов защитил в 1990 г., была посвящена творчеству И. А. Гончарова
С 1986 по 2008 год работал младшим, затем старшим научным сотрудником Института филологии Сибирского отделения Российской академии наук. Награждён медалью Сибирского отделения Российской академии наук Серебряной сигмой.
Автор ряда монографий, научных статей.

### Монографии
- «Эстетика Гончарова» — Новосибирск: Наука, 1997. — 240 с.
- «Пушкин и смерть: Опыт семантического анализа» — Новосибирск: Издательство СО РАН, 2000. — 198 с.
- «Смерть в России X—XX века: Историко-этнографический и социокультурный аспекты» — Новосибирск: Издательство СО РАН, 2001. — 224 с.

### Научные статьи
- «Пушкин и Гринь (перекресток одного антропонима)» (Москва, 2003)[10]
- «Брюс и русская литературная традиция XX века» (Петербург, 2004)[11]
- «Русская Военная Эпитафия XVIII-начала XIX» (Петербург, 2006)[12]
- «Истина в художественном тексте» (Новосибирск, 2006)[13]
- «Человек и традиция в современном мире» (Новосибирск, 2007)[14]
- «Парадокс Сысоева» (Москва, 2009)[15]

## Телевидение и театр
В 1984 году Постнов в соавторстве с Е. А. Горным перевел на русский язык пьесу Альбера Камю «Калигула», которая ставилась в этом переводе в 1988—1991 гг. Ташкентским Академическим русским театром.
В 2011 году пьеса «Калигула» в переводе Олега Постнова и Евгения Горного была поставлена в московском Театре Наций. В 2012 году спектакль получил самую престижную театральную награду Российской Федерации — «Золотую маску». Телеканал «Москва 24» сообщал: «Вечно занятые москвичи не только находят время посмотреть этот четырёхчасовой спектакль», но даже выстраиваются в длинные очереди за дорогими билетами.
Вклад Постнова в драматургию, помимо его перевода пьесы Камю «Калигула», включает оригинальную пьесу «Эрнст, Теодор, Амадей». Пьеса-сказка посвящена последнему году и смерти немецкого романтика и сказочника Э.-Т.-А. Гофмана.